# Loudia Laarman
Loudia Laarman (née le 4 octobre 1991 en Haïti) est une athlète canadienne spécialiste du sprint. Elle a participé aux Championnats du monde d'athlétisme jeunesse 2007 en remportant la médaille de bronze au relais medley avec un temps de 2 min 09 s 08.

## Biographie
Caribéenne d'origine et issue d'un ancêtre hollandais de l'époque du commerce colonial, Loudia Laarman a émigré au Canada et suivi le lycée à Lethbridge, province de l'Alberta. Lorsqu'elle était en Alberta elle a battu les records junior au 100 m, au 60 m et au 50 m avec respectivement un temps de 11 s 64, 7 s 41 et 6 s 48. Lors des Championnats du monde juniors d'athlétisme 2010 de l'IAAF tenus au stade de Moncton elle s'est placée au septième rang du 100 mètres avec un temps de 11 s 81.
Loudia Laarman a participé à la compétition de 100 m des demi-finales des championnats de la Pacific-12 Conference tenus en Oregon en mai 2012 avec un temps de 11 s 62 la plaçant au sixième rang. Elle a reçu un honneur All-America en tant que relayeuse des Trojans d'USC qui ont terminé septièmes au 4 × 100 m des championnats de la National Collegiate Athletic Association de juin 2012. La même année elle a obtenu une médaille d'argent sur 100 mètres en 11 s 83 et une autre médaille d'argent avec son équipe de relais grâce à un 4 × 100 m parcouru en 44 s 64, et s'est placée dixième sur 200 mètres en 24 s 11. Cette année-là le meilleur temps de la saison de son équipe a été 44 s 18.

## Palmarès
- Championnats du monde d'athlétisme jeunesse 2007 à Ostrava ( République tchèque):
  -  Médaille de bronze au relais en 2 min 09 s 08
- Jeux de la Jeunesse du Commonwealth 2008 à Pune ( Inde):
  -  Médaille de bronze au relais 4 × 100 m en 46 s 83
- Jeux du Canada d'été de 2009 à Charlottetown ( Canada):
  -  Médaille d'or au 100 m en 11 s 82
- Championnats du monde juniors d'athlétisme 2010 à Moncton ( Canada):
  - 7e sur 100 m en 11 s 81